# Riesenginsterkatze
Die Riesenginsterkatze (Genetta victoriae) ist eine Raubtierart aus der Gattung der Ginsterkatzen. Sie bewohnt die Regenwälder des nordöstlichen Kongobeckens, wobei sie fast ausschließlich auf die Demokratische Republik Kongo beschränkt ist.

## Merkmale
Die Riesenginsterkatze ist eine große Ginsterkatze mit einer Kopfrumpflänge von 55 bis 60 cm, einer Schwanzlänge von 41,3 bis 49 cm und einem Körpergewicht von 2,5 bis 3,5 kg. Die Grundfarbe des Fells ist oberseits gelblich bis ocker-weiß, unterseits blasser. Die Art ist an den Flanken und am Rücken dicht schwarz getüpfelt. Dazu besitzt sie eine dunkle Rückenlinie, deren Haare einen aufrichtbaren Rückenkamm bilden, sowie ein Paar breite Nackenstreifen. Das Gesicht ist durch eine schwarze Maske und zwei weiße Augenflecken gekennzeichnet. Der Schwanz ist geringelt, wobei die breiten schwarzen Ringe jeweils von einem der insgesamt etwa sechs schmaleren, blassen Ringe unterbrochen werden. Die Breite der blassen Ringe beträgt in der Mitte des Schwanzes weniger als 20 % der dunklen Ringe. Die Schwanzspitze selbst ist schwarz, die Beine sind dunkelbraun. Männchen und Weibchen unterscheiden sich kaum in Größe und Färbung. Unterarten werden nicht anerkannt.

## Verbreitung

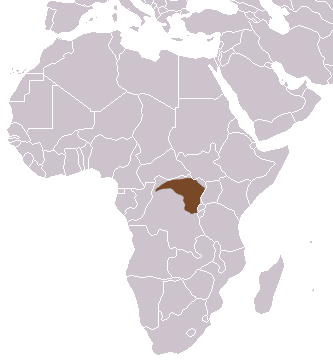
Verbreitungsgebiet der Riesenginsterkatze, ohne Berücksichtigung der südlichsten Nachweise

Die Riesenginsterkatze kommt nur in der Demokratischen Republik Kongo sowie in angrenzenden Teilen Ugandas vor. In der Demokratischen Republik Kongo ist sie auf das Gebiet zwischen den Flüssen Kongo, Lualaba und Oubangui beschränkt. In Uganda wurde sie im Gebiet des Semliki-Forest und des Bwamba-Forest nachgewiesen. Warum sie anscheinend nicht westlich des Kongo und Oubangi vorkommt, ist unklar, da potentiell geeignete Lebensräume dort vorhanden sein dürften. Möglicherweise bilden diese Flüsse starke Ausbreitungsbarrieren (River-Barrier-Hypothese). Denkbar ist auch, dass die Art in diesen Gebieten vorkommt, aber bisher nicht nachgewiesen wurde. Eine jüngere Untersuchung von Museumsexemplaren zeigt, dass die Riesenginsterkatze 500 km südlich des bisher bekannten Verbreitungsgebietes am linken Ufer des Kongo vorkam.

## Lebensraum
Die Riesenginsterkatze bewohnt Regenwälder vom Tiefland bis in Höhen von bis zu 1800 m. Einzelne Exemplare wurden darüber hinaus in laubabwerfenden Wäldern im Süden der Demokratischen Republik Kongo gefunden.

## Lebensweise
Über die Nahrungswahl in freier Wildbahn ist nichts bekannt. Ein gefangenes Tier fraß Bananen und Ratten. Die Riesenginsterkatze ist offenbar nachtaktiv. Zum Ruhen sucht sie Baumhöhlen oder Verstecke in Kletterpflanzen auf. Über das Fortpflanzungsverhalten ist nichts bekannt. Man nimmt an, dass sie in der Regel einzelgängerisch lebt.

## Gefährdung
Die Art scheint nur lückenhaft in ihrem Verbreitungsgebiet vorzukommen. Vermutlich kommt sie im Maiko-Nationalpark vor. Zwischen dem Uma und dem Enano östlich von Kisangani ist sie selten, während sie zwischen Kisangani und Buta sowie zwischen dem Aruwimi- und Lindi-Fluss häufiger ist. Gesicherte Nachweise stammen aus dem Okapi-Wildreservat. Die Riesenginsterkatze wird von der IUCN als ungefährdet („least concern“) eingestuft. Die Tiere werden zur Fleischgewinnung und wegen der Ginsterkatzenfelle gejagt.